# نورآباد (شازند)
نورآباد (شازند)، روستایی از توابع بخش مرکزی شهرستان شازند در استان مرکزی ایران است.

مردم این روستا از ایل بختیاری می باشند.

## جمعیت
این روستا در دهستان آستانه قرار دارد و براساس سرشماری مرکز آمار ایران در سال ۱۳۸۵، جمعیت آن ۴۳۸ نفر (۱۱۶خانوار) بوده‌است.